# Rothornhütte
Die Rothornhütte ist eine Berghütte, die gemeinschaftlich von den Sektionen Oberaargau und Lägern des Schweizer Alpen-Clubs (SAC) betrieben wird. Sie liegt in den Walliser Alpen auf einer Höhe von 3180 m ü. M. unterhalb des Südostgrats des Zinalrothorns.

## Geschichte
Die Planungen zum Bau der Rothornhütte begannen im Jahre 1947, die Einweihung fand im August 1949 statt. Die Hütte befand sich auf einer Höhe von 3198 m ü. M..
Der Bau der Hütte fand auf instabilem Permafrost-Baugrund statt, und bereits im Jahre 1950 wurden erste Risse in der Hütte festgestellt. Im Jahre 1965 wurde die Hütte zur Stabilisierung mit einer stählernen Umgurtung versehen. Nach weiteren Verschlechterungen des Bauzustands, und zur Erfüllung heutiger Sicherheits- und Umweltstandards wurde im Jahre 2016 ein Neubau der Hütte beschlossen.
Die neue Hütte, die sich etwas unterhalb der alten befindet, wurde im Jahr 2024 eröffnet. Die alte Hütte wurde entsprechend der Regeln für alpine Bauten in der Schweiz rückgebaut.

## Zustieg
Aus Zermatt ist die Hütte über einen Wanderweg in fünf Stunden erreichbar. Auf etwa der Hälfte des Weges befindet sich das Hotel du Trift.

## Abbildungen

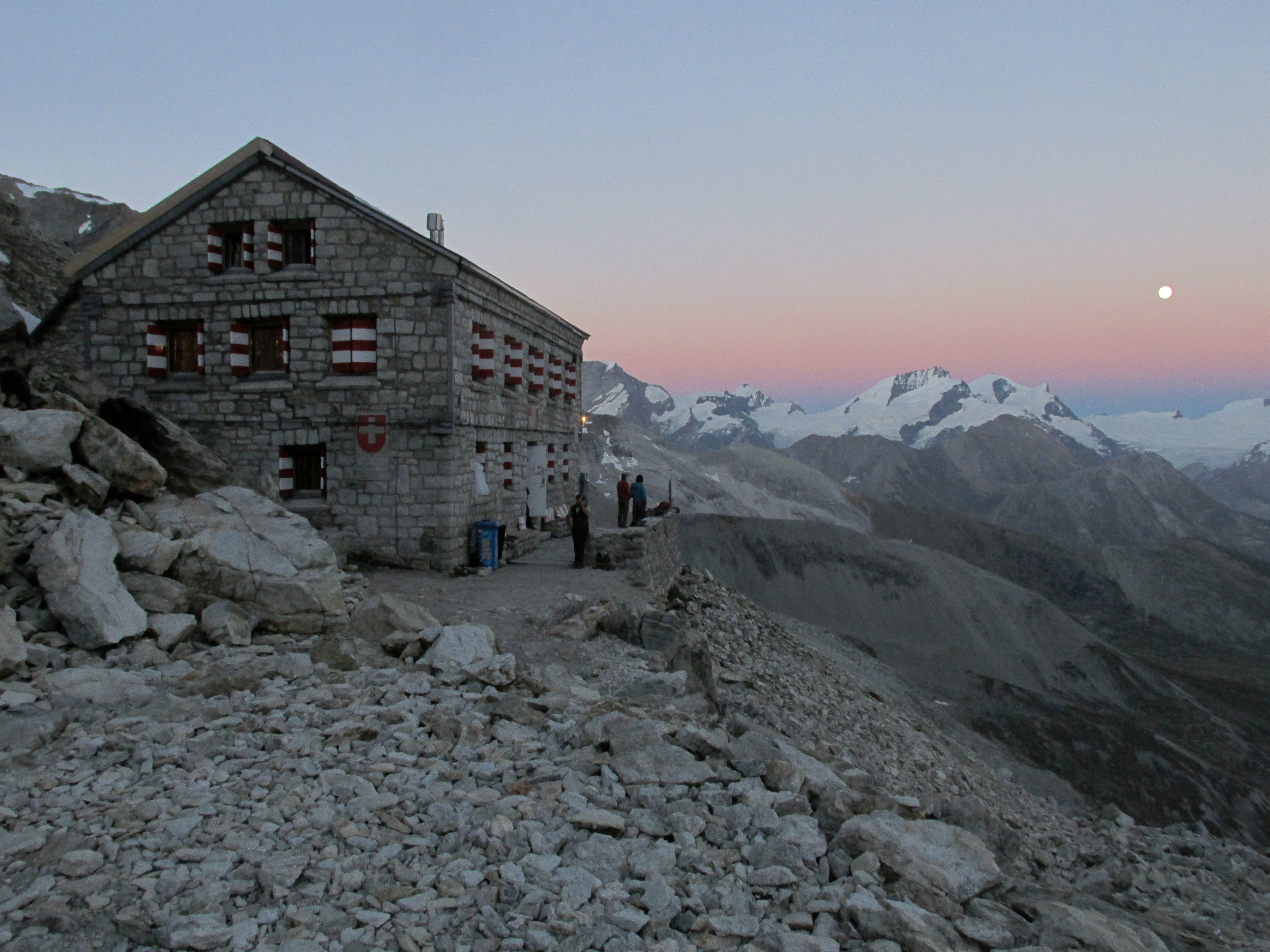
Die alte Hütte am Abend
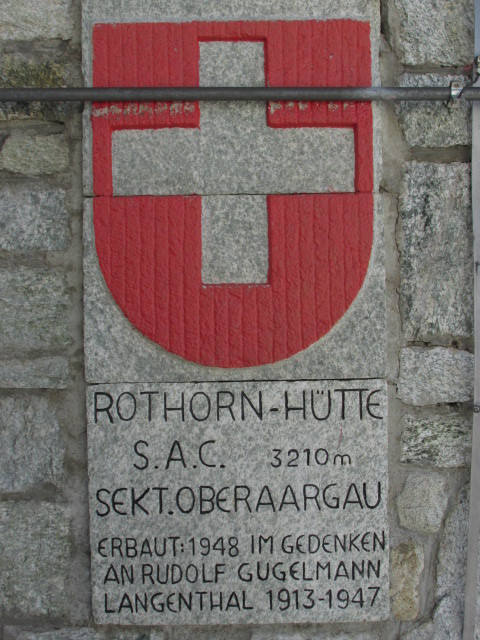
Erbauungstafel an der alten Hütte
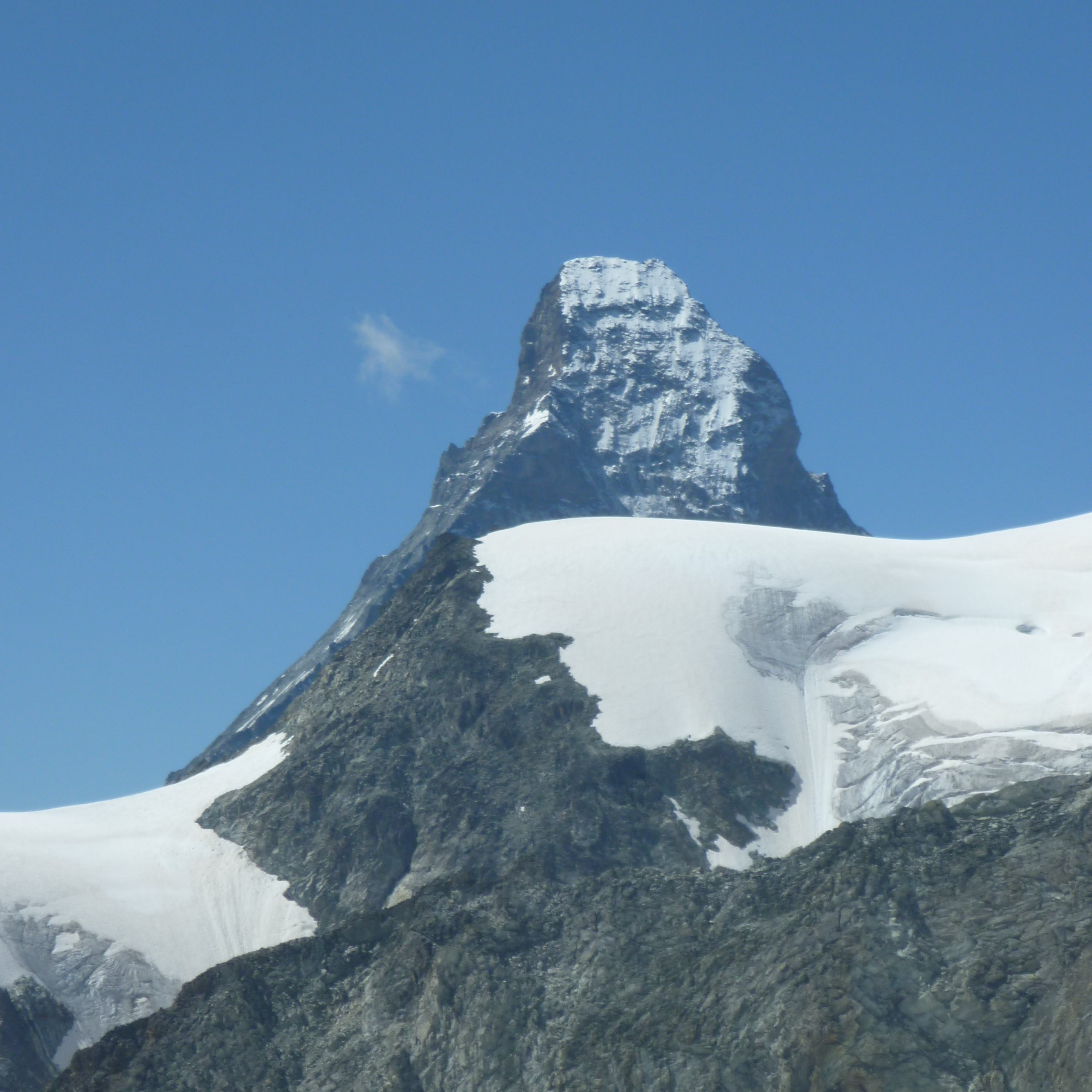
Das Matterhorn von der Rothornhütte aus gesehen

## Gipfelbesteigungen
- Zinalrothorn (4221 m ü. M.)
- Obergabelhorn (4063 m ü. M.)
- Schalihorn (3975 m ü. M.)
- Wellenkuppe (3898 m ü. M.)
- Trifthorn (3728 m ü. M.)